# Larry Lee Pressler
Larry Lee Pressler (ur. 29 marca 1942 w Humboldt w Dakocie Południowej) – amerykański polityk związany z Partią Republikańską.
W latach 1975–1979 przez dwie dwuletnie kadencje Kongresu Stanów Zjednoczonych był przedstawicielem pierwszego okręgu wyborczego w Dakota Południowa w Izbie Reprezentantów Stanów Zjednoczonych. Później został wybrany jako przedstawiciel tego stanu do Senatu Stanów Zjednoczonych. Funkcję tę piastował w latach 1979–1997